# ショットガンハウス

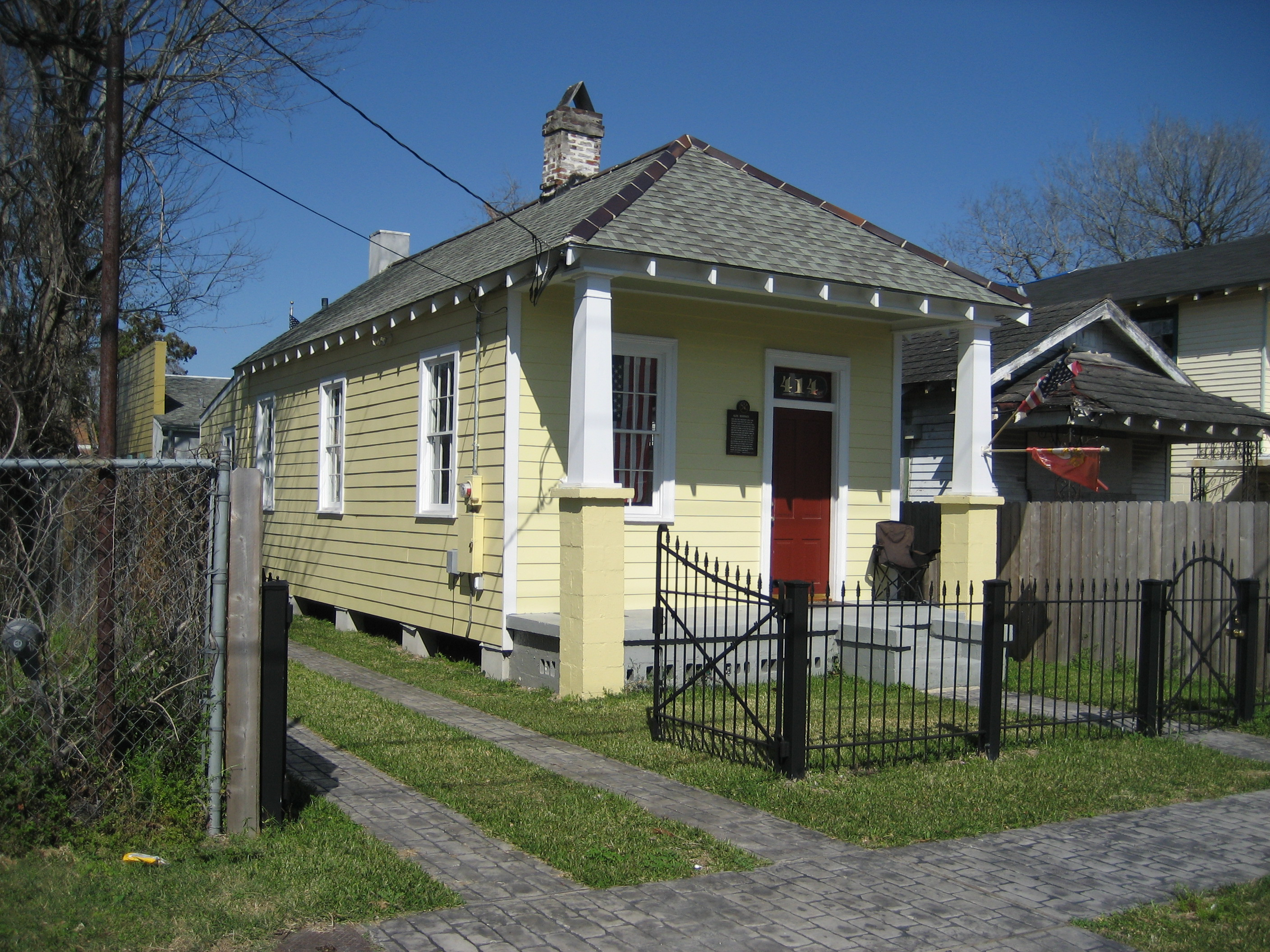
ニューオーリンズのショットガンハウス。ジャズトランペッター、レッド・アレン（1906? - 1967）の旧居

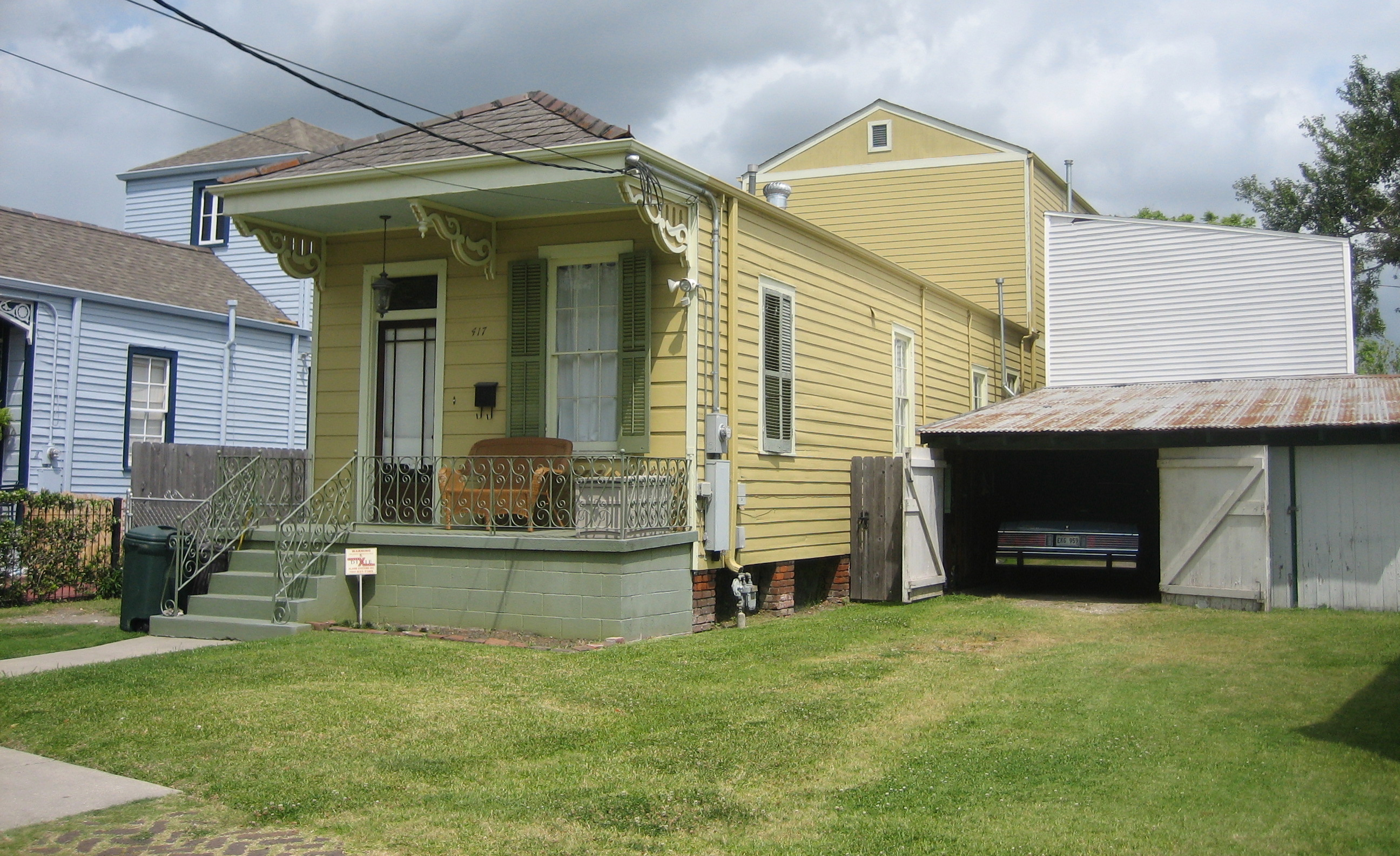
ニューオーリンズのアップタウンのショットガンハウス。キャメルバック（一部二階建て）でガレージ付き

ショットガンハウス(英語:shotgun house)は、アメリカ合衆国南部に多数建設された、狭小な長方形平面を持つ住宅形式である。

## 概要
通常、間口は3.5メートルを超えることはなく、正面と裏手に扉がある。南北戦争（1861年-1865年）の終戦から1920年代にかけてのアメリカ南部においては、最も一般的な形式であった。別名として、ショットガンシャック(shotgun shack)、ショットガンハット(shotgun hut)、ショットガンコテージ(shotgun cottage)、レールロード・アパートメント(railroad apartment)などがある。ルイジアナ州ニューオーリンズで発達した住宅形式ではあるが、遠くイリノイ州シカゴ、フロリダ州キー・ウェスト、カリフォルニア州でも存在が確認されており、アメリカ南部の小都市に最も多く分布している。ショットガンハウスは、もともと中流階級の需要を受けて建設されたものであったが、20世紀の中ごろには貧困層のシンボルとなった。その歴史的価値については判断の分かれるところではあるが、一部が歴史的保存や高級化(ジェントリフィケーション)の恩恵を受けて残される一方で、多くが再開発の波に飲まれ、取り壊されている。
ショットガンハウスは、3～5室が一列に配される平面構成となっており、廊下や玄関ホールなどを有しない。ショットガンハウスの語は1903年から存在するが、一般に広まったのは1940年頃のことで、由来は以下のようにいくつかある。
- 玄関からショットガン（散弾銃）を撃つと、その弾丸（散弾）は各室の同じ側に設けられたドアを通って住宅を貫通し、裏口から外に飛び出すという意味で用いられた
- 使い古された木箱を建材にしたものが多く、散弾の箱もその一つだったから
- ベナン南部のフォン族の言葉で「集まる場所」を意味する「トゥ・ガン」など、アフリカの言葉が転訛したものであるという説[2]

ショットガンハウスには、上記以外の部屋や設備を持つものも見られるが、多くは後年になって居住者が必要としたために改造、増築したものである。最も古い時代のショットガンハウスは、室内に水道設備を備えていなかった（全てのショットガンハウスに室内水道設備がなかったわけではない）。中には、玄関ホールを設けるために内部を改装し、全体の間取りに手を加えているものもある。「ダブルバレル（二つの銃身）」と呼ばれるショットガンハウスは、二つの棟が戸境壁で隔てられた形状になっており、敷地内により多くの戸数が建てられる。「キャメルバック（ラクダの背中）」とよばれるショットガンハウスは、ファサードからセットバックした位置に、2階部分を持つ。

## 歴史

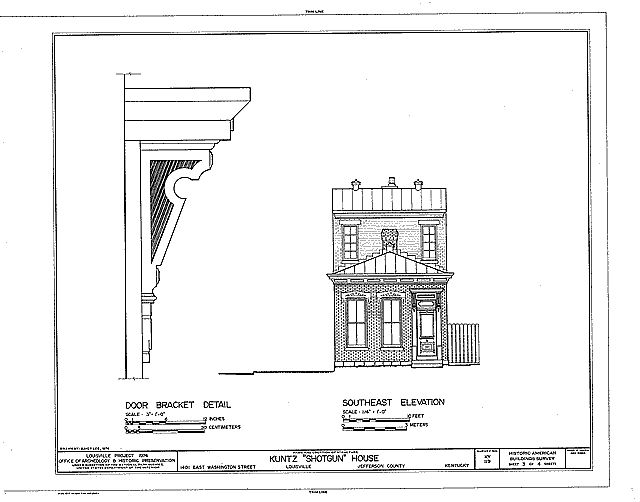
ケンタッキー州ルイビルのショットガンハウスの図面

ショットガンハウスは、自動車が普及し、ビジネスや商業などの中心地から遠く離れた場所に多くの人々が住むようになる以前は、最も一般的な住宅形式であった。住宅敷地の区画面積は、密集の必要性から小さく抑えられ、間口の大きさは最大で9メートルであった。製造業の雇用増加を期待して、アメリカ国内外からの都市へ人口が流入し、都市中心部では高い住宅需要が発生した。ショットガンハウスが建設された背景には、アメリカ北東部の都市でテラスハウスが相次いで建設された時期と同様の需要があったといえる。地域的にある程度まとまった数のショットガンハウスが類似した外観となっているのは、同時に、同一の施工者によって建設されたためである。
ニューオーリンズをはじめとする都市において、ショットガンハウスが他の形式を凌駕する人気を博した理由として、当時の財産税が敷地の幅に応じて課されていたためとする説が有名である。ショットガンハウスの形状は、財産税を最小とするために決められたとするこの説は、京町家の成立過程に非常に類似するものである。しかしながら、建設費自体を抑える必要があったこと、またエアコンの登場するはるか以前に室内を涼しく保つには、風通しのよい間取りとする必要があったことを理由とする説のほうが、前述の説よりも説得力があると考えられている。後に多くのバリエーションを生んだことからもわかるように、建設当初から状況が変化しても柔軟な適応が可能であることが、普及のひとつの要因となったと考えられる。
民間伝承研究者でもあるジョン・マイケル・ヴラッハ教授は、ショットガンハウスの建築形式と名称の起源をたどると、1700年代あるいはそれ以前のハイチやアフリカにたどり着くことを示唆している。ショットガンハウスの語源は、アフリカの、ベナン南部のフォン族の居住地域の言語で「集まる場所」を意味する「トゥ・ガン」である可能性がある。ニューオーリンズにおいて、おそらくアフリカ系奴隷によって使われたこの表現が、聞き間違えられ、再解釈されて「ショットガン」となったと推察される。他に、よく言われている説として、全てのドアを開け放した状態で玄関からショットガンを撃つと、裏口に突き抜けるからという説、ショットガンの弾を梱包した木箱を材料としたという説などが存在する。
ショットガンハウスの語源をアフリカに求める説は、ニューオーリンズの歴史に深く結びついている。1803年にはニューオーリンズに住む自由黒人は1,355人であったが、1810年には4,500人であった白人の人口を大きく上回り、10,500人に急増する。人口増加に伴う住宅需要に対応するために集まってきた建築施工者たちもまた、ハイチ経由で移住してきた黒人であったことがその理由である。彼らが新築した住宅が、その故郷のスタイルに則っていたことは想像に難くなく、事実、ポルトープランスの住宅ストックの15%をはじめとして、ハイチにのこる当時の住宅の多くは、ニューオーリンズのシングルショットガンハウスに酷似している。 
ショットガンハウスは、ニューオーリンズで大いに普及した。1830年代に築15～20年と思われるショットガンハウスが売りに出されたという史料が存在するが、少なくとも1832年にはこの建築形式は成立していたと考えられる。 ショットガンハウスはアメリカ南部の都市部のいたるところに建てられた。間口が小さいために前面道路に接する戸数を最大限に増やすことができるだけでなく、風通しが頗る良好であることが、都市部に適していたためである。今日でも、南部には住宅ストックの10%以上をショットガンハウスが占める都市がいくつか存在する。
この種の住宅に「ショットガンハウス」の語を初めて用いた例は、アトランタ・ジャーナル・コンスティチューション(The Atlanta Journal-Constitution)1903年8月30日版に見られる次のような記事である。『シンプソン通り交差点の鉄道車両基地そば、3室を有する住宅2棟を月12ドルで、前払い可能な優良テナントに賃貸します。売却価格は定期払いで1,200ドル、現金で1,000ドル、月々15ドル。投資銀行と貯蓄銀行の組み合わせ可。掘立小屋（shack）ではありません。修繕状態良好な良質のショットガンハウスです。』この広告ではショットガンハウスを労働者階級の住まいと想定しているようだが、1929年のテネシー州では、裁判所で「ショットガンハウスの入居者は最貧層に他ならない」という内容の発言がなされている。 世界恐慌以降、建設されるショットガンハウスはほとんどなく、既存建物は取り壊される傾向にあった。20世紀後期には、ショットガンハウスを改修して、住宅やそれ以外の用途に用いた地域もあった。
ショットガンハウスは、もともと賃貸用不動産として建設されることが多く、製造業の中心地や鉄道拠点の近くに建てられ、労働者の住宅として供された。工場経営者は従業員の社宅としてショットガンハウスを建設し、月数ドルの低賃料で貸し出すことが多かった。 しかしながら20世紀も後期になると、ショットガンハウスを自宅として所有するケースが多く見られるようになる。例えばニューオーリンズロウワー・ナインス・ワードの住宅（その多くがショットガンハウスである）の85%が持ち家であったという統計がある。

## 特徴

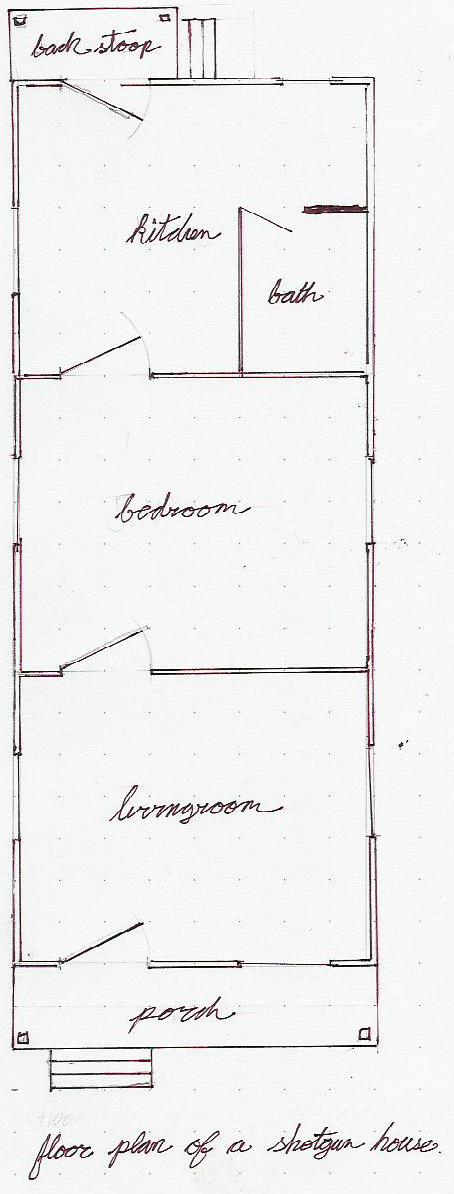
ショットガンハウスの典型的な間取り

ショットガンハウスの各室は、正面から奥に向かって一列に並んでおり、手前がリビングルーム、その次に寝室が1室か2室あり、一番奥が台所になっているという構成が一般的である。初期のショットガンハウスには浴室がなかったが、後には小さな脱衣場つきの浴室を一番奥の部屋に設けたり、台所の横に増築したりするものも見られるようになる。中には2室しかないショットガンハウスというのも存在している。
煙突は室内に設けられる傾向があり、一本の煙突から一番手前の部屋とその次の部屋の両方に暖炉を開く形が多い。普通は台所に、別の専用の煙突がある。
基本的な間取りのほかにも、ショットガンハウスには多くの共通点が存在する。まずほとんどの場合前面道路に接しており、前庭はあっても非常に狭くポーチはない。中には前庭が全く存在せず、歩道にぴったりと接して並んでいるものもある。玄関に上がる階段はもともとは木製だが、コンクリート製のものに換えられたものもよく見られる。
ニューオーリンズにのこるショットガンハウスを見ると、1階の床レベルは、ほとんどの場合地面から30～60センチメートル上がった位置にある。建物正面には扉と窓がひとつずつある。玄関の扉は建物の側面に寄っており、室内や裏口の扉よりも幅寸法がやや大きい。一番手前でも奥でもない中間の部屋には、たとえ隣家が非常に接近していようとも、少なくともひとつ側面の壁に窓があるのが一般的である。
典型的なショットガンハウスは木造枠組壁構法であり、外壁材も下見板など木製が多いが、煉瓦や石の組積造も見られる。多くのショットガンハウス、特に古いものや廉価なものは、陸屋根であり、正面にふところがない。1880年以降に建てられたものには、けらば（切妻屋根の端部）が正面の壁よりも前面に突き出すものが多く、破風を持つものもある。通常、突き出した屋根は装飾を施された木製のブラケットで支えられ、時にはこの部分に、鋳鉄製の通気口を設ける場合もある。
アメリカ南部の高い気温に対応するため、天井高は比較的高くなっており、暖かい空気を上部に逃がすことで下部を涼しく保つようにしている。簡素なつくりの外装に比して、室内はモールディングや天井の円形浮き彫り、手の込んだ木彫など、装飾的な要素が多い。ニューオーリンズなどの都市では、地元の工場でショットガンハウス向けに、精巧なブラケットやその他の装飾品を大量生産し、低所得者層にも手の届く価格で販売していた。

## バリエーション
伝統的な独立した一階建のショットガンハウスは、シングルショットガンと呼ばれることが多い。ショットガンハウスには、これより質の高いバリエーションが数多く存在し、街で見かける現存するものとしてはシングルショットガンよりもはるかに数が多い。
- ダブルショットガン ダブルバレルショットガンとも呼ばれる。ショットガンハウス2棟が壁一枚で隣り合っている“セミデタッチドハウス”（左右対称の二世帯住宅）の一種。伝統的な一軒家のショットガンハウスに比べてより少ない土地面積や資材で建てることができるため、貧困層の多い地域で広く建設された。1854年ニューオーリンズにて初めて見られた[5]。
- キャメルバックハウス ハンプバックとも呼ばれる。キャメルはラクダ、ハンプはこぶを英語で表したものであり、ラクダのこぶのように、二階部分が正面からセットバックした位置に付属する。キャメルバックハウスは、ショットガンハウスとしては後期になって初めて建てられたものである。一番奥の部屋に二階へ上る階段がある他は、伝統的なショットガンハウスと極めてよく似た平面構成となっている。「こぶ」となっている二階部分の部屋数は一室から四室までさまざまである。二階は部分的であるので、ほとんどの都市では課税額を一階建と同等としており、このタイプの住宅が建てられた最大の理由であったと考えられる[11]。
- ダブルウィドゥス(Width)ショットガン 通常の二つ分の敷地を使って建てられた幅の広いショットガンハウス。典型的なものでは、ブロック全体の敷地を購入した人物が、二棟分の敷地を使って自宅を建設し、残りを通常サイズの敷地に分割したことで生じた。
- ノースショアハウス 三方に広いベランダを持つもの。ほとんどがポンチャートレイン湖の北岸（north shore）に、富裕な白人たちの避暑用の別荘として建てられたため、こう呼ばれた[5]。この語は、地方の小さな町では別の意味で使われ、細長く廊下を持たず、一般に木造の狭小住宅を指す。前述の大きくてテラスの付いた住宅とは違い、これらは一般に一階建であるが、気温の高い気候の中で快適に過ごせることから貧困層に好まれた。ルイジアナ州農村部の水路やバイユー沿いに最も多く分布した[12]。

ダブルキャメルバックショットガンのように、上記の特徴を二つ以上組み合わせたものも存在する。少数ではあるが、側面に台所へ入るドアを持つものや、ポーチが側面の壁に沿って建物の奥行き全体にわたって取り付いているものもある。

## 減少の過程

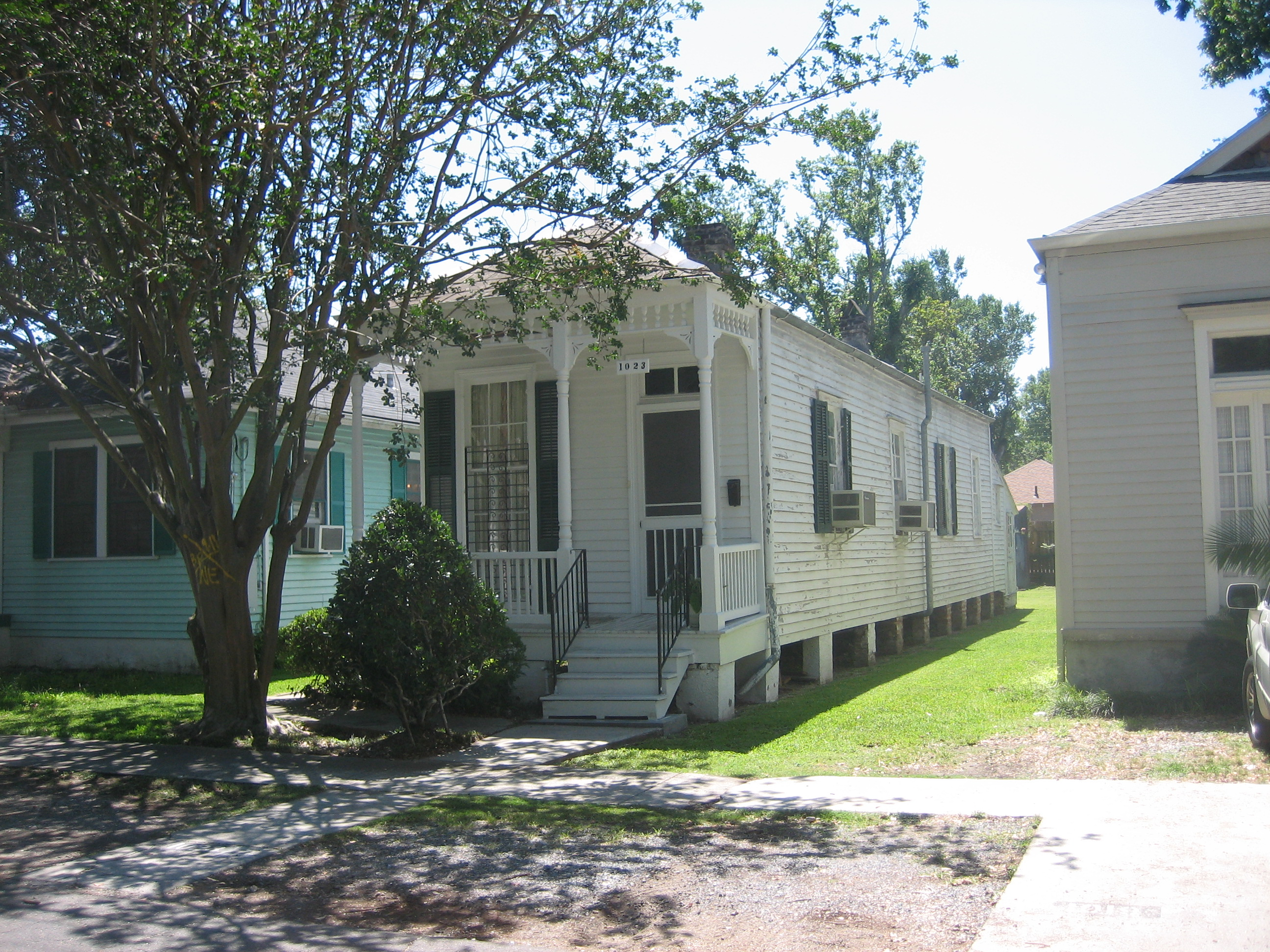
ニューオーリンズののショットガンハウス

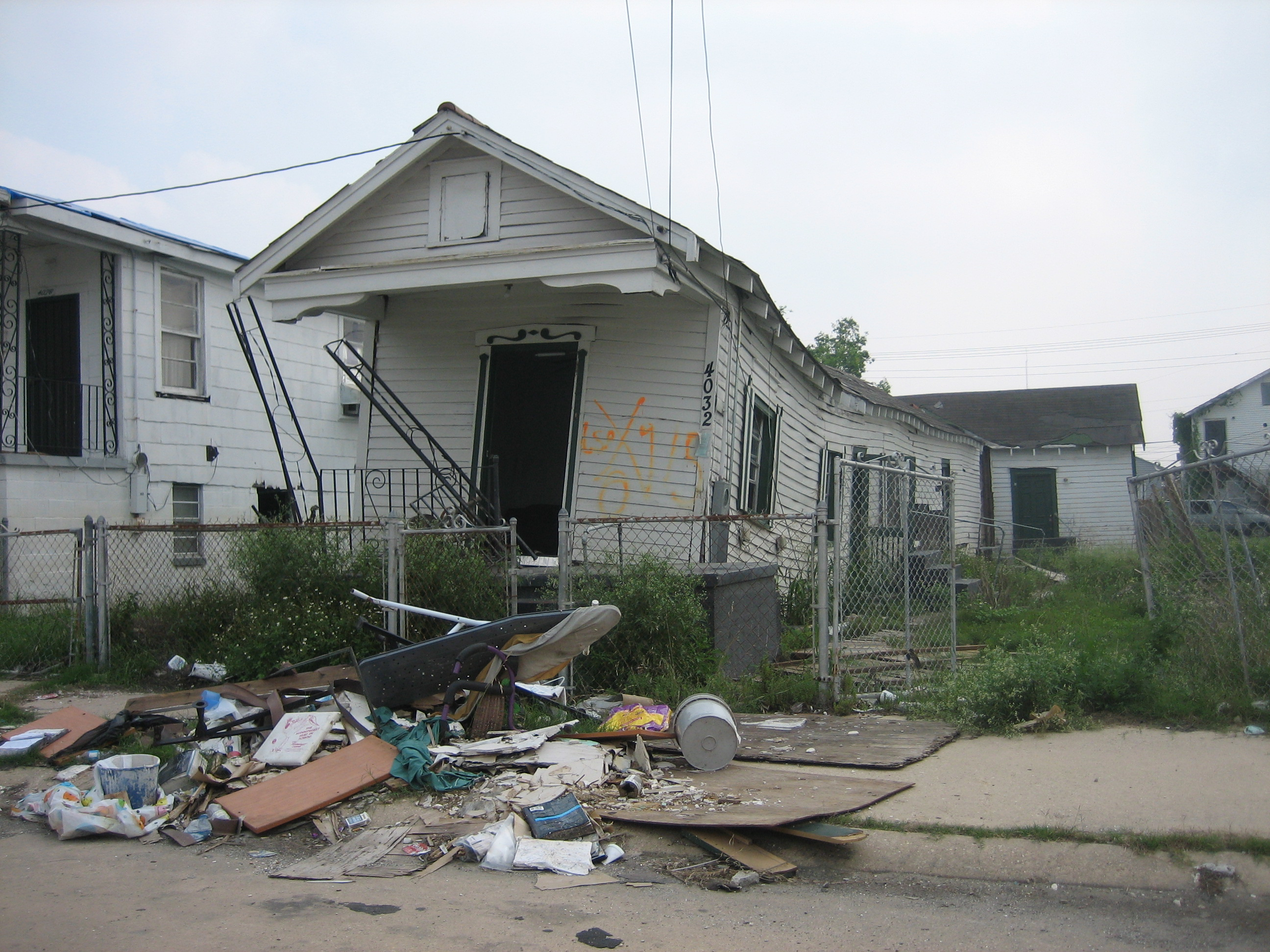
ニューオーリンズののショットガンハウス、ハリケーン・カトリーナで破壊されている

ショットガンハウスの建設数は次第に落ち込み、20世紀の前半には全く建てられなくなってしまう。自動車とエアコンが技術革新によって庶民の手に届くものになると、住宅購入者にとってショットガンハウスは時代遅れになってしまったのである。第二次世界大戦後、自動車社会の産物ともいえる郊外住宅地が急速に発達してくると、ショットガンハウスを建設、購入する利点が見出せなくなってしまった。一階建てのシンプルなプランという概念はランチスタイルハウスに引き継がれたものの、戦後アメリカ国内に建てられたショットガンハウスはほとんどなかった。
現存する都市部のショットガンハウスは、その立地ゆえに、いわゆるインナーシティ問題に直面している。富裕な白人層が郊外へ移住するホワイト・フライト、土地所有者の不在、インナーシティ居住者に融資する住宅ローン会社の不足などが原因となり、20世紀の中ごろから後半にかけてショットガンハウスの荒廃が進んだ。所有権の相続が何世代にも渡る中で混乱したことも、空き家のまま何年も放置されるショットガンハウスの数を増やす原因となった。
ショットガンハウスは、貧しいアフリカ系アメリカ人のための住宅であるという認識がなされることがままあるが、もともとは白人の居住地域として厳格に隔離されていた。1950年代から60年代にかけて、これらの地域の多くにおいて、黒人の居住者が圧倒的に多い状態となったが、一方で依然として、白人が圧倒的多数を占め続けた地域も多く存在した。
第二次世界大戦後から1980年代までは住み続けた人々がいたにもかかわらず、ショットガンハウスは住宅として低水準であり、貧困の象徴であると広く認識されるようになり、多くの都市再開発計画の中で取り壊されていった。ヒューストンやシャーロットといった都市では、「ショットガンハウス歴史地区」が指定されたが、このような考え方は広く普及しているわけではない。ショットガンハウスは、独特な都市生活を促進することで、質と費用効率を高める文化遺産として評価された。ジョージア州メーコンなど別の都市では、ショットガンハウスを低所得者向けに改修する試みがなされたが、スクラップアンドビルド、すなわち取り壊して新築した方が、費用的にも効率的にも優れていることが判明するという結果に終わった。
アメリカ南部の比較的古い都市には、ショットガンハウスが高い密度で残っている広い地域が相当数残っている。ニューオーリンズのバイウォーター、ルイビルのポートランドやブッチャータウン、ジャーマンタウン、アトランタのキャベージタウンなどがそれである。南部の歴史におけるこれらの地域の役割は認識されており、近年ではライス大学の主催により「ショットガン2001」と呼ばれる展覧会が開かれた。この展覧会では、ショットガンハウスをモチーフにした絵画作品の展示や講義を行い、会場も改修されたショットガンハウスとその周辺地域が使われた。
ショットガンハウスが多くを占める地域の中には、不動産価格が高騰し、高級化してしまったものも存在する。時には、新たな購入者がダブルバレルとなるように、二つのショットガンハウスを手に入れ、それらを組み合わせて比較的大きな一戸の住宅とするケースも見られる。ショットガンハウスは、改修されてオフィスや倉庫と組み合わされる場合も多い。

## 民間伝承
ショットガンハウスは、アメリカ合衆国南部の民俗伝承や文化にも影響を及ぼしている。言い伝えでは、幽霊や精霊はショットガンハウスに引き寄せられるという。なぜなら、ショットガンハウスは、その中をまっすぐに通り抜けられるからであり、中にはこのような霊を通さないように、わざとドアの位置をずらしたものもある。また、ショットガンハウスは南部の生活の象徴として重用されてきた。エルヴィス・プレスリーはショットガンハウスで生まれ、ネヴィル・ブラザーズはショットガンハウスで育ち、ロバート・ジョンソンはショットガンハウスで死んだという。ジェフ・バックリィは、1997年5月のその死の少し前に、メンフィスのショットガンハウスを借り、心奪われた彼はハウスのオーナーに譲ってほしいと問い合わせていた。ジェフ・バックリィと父親のティム・バックリィの生涯を描いたデビッド・ブラウン著の伝記「ドリームブラザー」では、このショットガンハウスに対するジェフの愛着の描写から物語が始まる。
もっとよく知られたものでは、トーキング・ヘッズの1980年の作品、「ワンス・イン・ア・ライフタイム(Once in a Lifetime)」の歌詞に登場する。この歌の歌いだしは、『And you may find yourself living in a shotgun shack』である。